# Cowlitz County
Cowlitz County är ett administrativt område i delstaten Washington, USA, med 102 410 invånare. Den administrativa huvudorten (county seat) är Kelso.

## Geografi
Enligt United States Census Bureau har countyt en total area på 3 021 km². 2 949 km² av den arean är land och 72 km² är vatten.

### Angränsande countyn
- Lewis County, Washington - nord
- Skamania County, Washington - öst
- Clark County, Washington - syd
- Columbia County, Oregon - sydväst
- Wahkiakum County, Washington - väst

### Orter
- Kelso (huvudort)
- Longview